# Incidente del misil Poseidón de Canarias
El incidente de las Islas Canarias de 1976 tuvo lugar sobre este archipiélago el 22 de junio de 1976. Fue muy parecido a otros avistamientos sucedidos entre 1974 y 1979. El incidente ha sido desclasificado por el Gobierno de España, y se reconocen oficialmente los avistamientos como fenómeno aéreo no identificado.

## Fechas
Hubo cinco avistamientos:
- 22 de noviembre de 1974: Un resplandor rojo fue visto ascender a gran velocidad, para luego extender su luminosidad de forma circular. Este fenómeno se repitió tres veces.
- 22 de junio de 1976: Desde el horizonte fue observado un punto de luz elevándose, al mismo tiempo que se expandía, hasta formar una enorme semiesfera brillante. Un turista extranjero logró fotografiar el fenómeno.
- 19 de noviembre de 1976: Un punto luminoso fue visto elevarse hacia el cielo en espiral y expandirse hasta adquirir un diámetro gigantesco.
- 24 de marzo de 1977: Un objeto rojizo que pareció salir del mar se elevó rápidamente, efectuando piruetas, dejando atrás un enorme resplandor que duró diez minutos.
- 5 de marzo de 1979: Unos círculos concéntricos multicolores fueron divisados en el horizonte, del donde salió disparado al cielo un punto de luz que soltaba un chorro luminoso, que se fue dilatando hasta formar una campana luminosa gigantesca. Se lograron decenas de fotografías, que hasta el presente los ufólogos califican como ovnis.

## Características
Los avistamientos solían reunir las mismas características:
- Duración: Más de 40 minutos.
- Múltiples emplazamientos: Observado en Tenerife, La Palma, La Gomera, Gran Canaria y desde un buque sito en el mar.
- Múltiples testigos: Observado por varios cientos de personas, incluyendo tanto a personal militar como a civiles.

## Investigación del fenómeno
Investigaciones que se realizaron después de los diferentes avistamientos en Canarias, incluido los de 1976, han demostrado que las luces, esferas, etc, vislumbradas en las Islas son fruto de lanzamientos de misiles de tipo poseidón por un submarino de Estados Unidos, en una fase de prueba de un proyecto de la OTAN.
Se consultó a expertos en la materia como Claude Poher, jefe de la División de Cohetes-Sonda del Centro Nacional de Estudios Espaciales francés (CNES) que se encontraba presente y vio lo ocurrido en una de las ocasiones, el Dr. D.G. King-Hele, una autoridad mundial en satélites artificiales del Ministerio de Defensa Británico, Jonathan McDowell, doctor en Astrofísica por la Universidad de Cambridge (Harvard-Smithsonian Center for Astrophysics), una de las principales autoridades mundiales en esta materia, entre otros. Todos ellos ya sea porque fueron testigos, al examinar las fotos, o simplemente por tener conocimiento previo de que Estados Unidos estaba realizando pruebas balísticas en esa zona, coincidieron que eran misiles. Además Jonathan McDowell aportó datos específicos de la fecha y hora de los lanzamientos coincidiendo exactamente con la hora de los avistamientos.
En el caso de 1979, se tienen referencias aún más exactas:
| LO98.171 | 2443938.28 | 5 de marzo de 1979 | 18:47 | Poseidon SLBM SSBN 642,ETR USN |
| LO98.172 | 2443938.28 | 5 de marzo de 1979 | 18:48 | Poseidon SLBM SSBN 642,ETR USN |
| LO98.173 | 2443938.34 | 5 de marzo de 1979 | 20:07 | Poseidon SLBM SSBN 642,ETR USN |
| LO98.174 | 2443938.43 | 5 de marzo de 1979 | 22:25 | Poseidon SLBM SSBN 642,ETR USN |

Cada línea representa un lanzamiento. La tercera columna indica la fecha y en la cuarta podemos ver la hora de cada uno de ellos. Los efectuados a las 18:47 y 18:48 fueron las observadas. El lanzamiento de las 20:07 fue el que, debido a que ya era de noche en tierra, produjo el fenómeno más espectacular (gran copa invertida e iluminada). Un último lanzamiento no fue visible debido a su tardía hora (con el Sol ya muy bajo en el horizonte).